# Kari Savolainen
Kari Savolainen, finski hokejski trener, * 19. junij 1955, Mänttä.
Savolainen je bil v letih 2004 in 2005 selektor slovenske hokejske reprezentance, s katero je nastopil na svetovnih prvenstvih v letih 2004, ko je reprezentanco z zmago na svetovnem prvenstvu skupine D1 v Gdansksku popeljal do druge uvrstitve v elitno skupino svetovnega hokeja, in 2005, ko je reprezentanco prav tako drugič popeljal do obstanka v elitni skupini na svetovnem prvenstvu skupina A v Avstriji. Z reprezentanco je nastopil tudi na kvalifikacijah za nastop na Zimskih olimpijskih igrah 2006, ko ji s tretjim  mestom v svoji skupini uvrstitev na olimpijske igre ni uspela. Junija 2017 je ponovno prevzel vodenje slovenske reprezentance.